# Mary Elizabeth McGlynn
Mary Elizabeth McGlynn (nascida em 16 de Outubro de 1966) é uma dubladora, diretora de dublagem, escritora e atriz norte-americana, mais conhecida por fazer as vozes em inglês de diversos animes, e por cantar grande parte das músicas de Silent Hill 3, Silent Hill 4: The Room e Dance Dance Revolution EXTREME. Ela emprestou a sua voz para algumas trilhas sonoras na adaptação para o cinema do jogo Silent Hill. Ela também teve vários papéis no cinema. Atualmente, ela está casada com o também ator Daran Norris. Mary Elizabeth McGlynn também recebe créditos como Melissa Williamson e Anna Top. Mary foi uma conselheira na Interlochen Arts em Camp Intelochen, Michigan.

## Créditos

### Animes
- .hack//Liminality - Helba
- .hack//SIGN - Helba
- .hack//Roots - Bordeaux
- Bastard!! - Thunder Empress Arshes Nei
- Cowboy Bebop - Julia
- Digimon Adventure Zero Two - Floramon
- Digimon Tamers - Rumiko Makino (Mãe de Rika)
- Digimon Frontier - Ophanimon e Salamon
- Digimon Savers - Sayuri Daimon
- El Hazard  - Shayla Shayla, Diva e Princess Rune Venus
- Eureka Seven - Mischa, Maurice
- Fushigi Yūgi - Nuriko (aka: Kourin)
- Geneshaft  - Sofia Galgalim
- Ghost in the Shell: Stand Alone Complex / Ghost in the Shell: S.A.C. 2nd GIG - Major Motoko Kusanagi
- Karas - Tsuchigumo
- Naruto - Kurenai Yuuhi e Orochimaru (Ninja da Grama)
- Nightwalker - Witch/Blind Woman
- Outlaw Star - "Hot Ice" Hilda
- Planetes - Vendedora de seguros
- Rurouni Kenshin - Shura (Episódios 25-27)
- Street Fighter II V - Doctor Hanna (Episódio 11)
- Tekken: Blood Vengeance - Nina Williams
- Vandread - Jura Basil Elden
- Witch Hunter Robin - Jean (boneca)
- Wolf's Rain - Lady Jagura
- X - Kanoe

### Filmes
- Ah! My Goddess: The Movie - Urd
- Appleseed - Athena Areios (Dublagem americana)
- Digimon Tamers: Runaway Locomon - Lopmon
- Ghost in the Shell 2: Innocence - Major Motoko Kusanagi
- Princess Mononoke - Tatara's Women Song
- Stan Lee's The Condor - Valeria
- Shiri - Lee Bang-Hee (Dublagem americana)
- Ghost in the Shell: S.A.C. Solid State Society - Major Motoko Kusanagi

### Videogames
- .hack//Infection - Helba
- .hack//Mutation - Helba
- .hack//Outbreak - Helba
- .hack//Quarantine - Helba
- .hack//G.U. vol.1//Rebirth - Bordeaux e Anunciante
- .hack//G.U. vol.2//Reminisce - Bordeaux, Anunciante e Toru Uike
- .hack//G.U. vol.3//Redemption - Bordeaux, Anunciante e Toru Uike
- Death by Degrees - Nina Williams (não recebeu crédito)
- Devil May Cry 3 - Nevan (não recebeu crédito)
- Devil May Cry 4 - Echidna (não recebeu crédito)
- Digimon Rumble Arena - Takato Matsuki e Gatomon/Magnadramon
- Dirge of Cerberus: Final Fantasy VII - Rosso the Crimson
- Drakengard - Salamander (não recebeu crédito)
- Eternal Sonata - Captain Dolce (não recebeu crédito)
- EverQuest II: Kingdom of Sky - Vozes adicionais
- Front Mission 4 - Latona Radiona Vasilev (não recebeu crédito)
- Ghost in the Shell: Stand Alone Complex - Major Motoko Kusanagi
- Heroes of the Storm - Johanna
- Naruto: Ultimate Ninja 2 - Kurenai Yuuhi;
- Silent Hill 2 - Mary Sunderland/Maria (redublagem na versão remasterizada)
- Suikoden IV - Kika (não recebeu crédito)
- Supreme Commander - General Clarke
- The Bouncer - Echidna (como Melissa Williamson)
- Trauma Center: New Blood - Irene Quatro (como Melissa Williamson)
- Xenosaga Episode III - Doctus
- Vampire: The Masquerade - Redemption - Ecaterina (Brujah Clan Elder)
- Resident Evil Revelations 2 - Alex Wesker

### TV
- Walker, Texas Ranger - Merilee Summers, "Right Man Wrong Time"
- Star Trek: Voyager - Daelen, "Vis à Vis"
- Quantum Leap - Sue Anne Winters, "Memphis Melody"
- Xena Warrior Princess - Pandora, "Cradle of Hope"

### Documentários
- Adventures in Voice Acting - Ela mesma

## Música
- Ace Combat 5: The Unsung War - "The Journey Home" (não recebeu crédito)
- Dance Dance Revolution EXTREME - "You're Not Here" (creditado como Heather) e  "Your Rain (Rage Mix)"
- Karaoke Revolution: Volume 3 - "Waiting For You"
- Silent Hill 3 - "I Want Love", "Letter - From the Lost Days" e "You're Not Here" (como Melissa Williamson)
- Silent Hill 4: The Room - "Waiting for You", "Room of Angel", "Tender Sugar" e "Your Rain"
- Silent Hill - "Letter - From the Lost Days", "Lost Carol" e "You're Not Here" (do Silent Hill 3), e "Waiting for You" (do Silent Hill 4: The Room).
- Silent Hill: Origins - "Blow Back", "Shot Down In Flames", "O.R.T." e "Hole In The Sky" (como Mary Elizabeth)
- Silent Hill Homecoming - "One More Soul to the Call", "Elle Theme", "The Sacred Line" e "Alex Theme"
- Top Gun: Fire At Will - "Danger Zone" (Fire At Will Remix)
- Silent Hill: Shattered Memories - "When You're Gone, Acceptance, Hell Frozen Rain, Always on my mind ".

## Diretora/Escritora
- Ace Combat Zero: The Belkan War - Diretora de dublagem ((em inglês))
- Ace Combat 6: Fires of Liberation - Co-diretora de dublagem ((em inglês))
- Castlevania: Curse of Darkness - Diretora de dublagem ((em inglês))
- Castlevania: Lament of Innocence - Dubladora ((em inglês))
- Cowboy Bebop - Diretora de dublagem ((em inglês))
- Devil May Cry 3: Dante's Awakening - Diretora de dublagem ((em inglês))
- Digimon: Digital Monsters - Escritora (Episódios: It Came from the Other Side e Brave New Digital World)
- Drakengard - Dubladora ((em inglês))
- Flint the Time Detective - Diretora de dublagem
- Metropolis - Tradutora do script de dublagem (não recebeu crédito)
- Naruto - Diretora de dublagem ((em inglês))
- Resident Evil 5 - Diretora de dublagem ((em inglês))
- Rumble Roses XX - Diretora de dublagem ((em inglês))
- Tokobot: Mysteries of the Karakuri - Dubladora ((em inglês))
- Wolf's Rain - Diretora de dublagem ((em inglês))